# برندا بچه‌دار شده
«برندا بچه دار شده» (به انگلیسی: Brenda's Got a Baby) دومین تک آهنگ توپاک است که از از اولین آلبوم او اینک توپاک‌الزمان (به انگلیسی: 2Pacalypse Now) است. این ترانه که در سبک آراندبی ساخته شده‌است، اعتراضی به وضع زندگی سیاه‌پوستان در ایالات متحده دارد. همچنین این ترانه به داستان دختر ۱۲ ساله‌ای به نام برندا می‌پردازد که بچه‌دار شده و نمی‌تواند از او نگه‌داری کند.